# Wechingen
Wechingen là một đô thị ở huyện Donau-Ries trong bang Bayern nước Đức. Đô thị Wechingen có diện tích 24,02 km².